# Rhyacophila nana
Rhyacophila nana là một loài Trichoptera trong họ Rhyacophilidae. Chúng phân bố ở miền Cổ bắc.